# Црква преноса моштију Светог Николаја Мирликијског у Прекопчелици
Црква преноса моштију Светог  Николаја Мирликијског у Прекопчелици саграђена је на старом црквишту из непознатог периода око 1873. године. Једна је од цркава Прекопчеличке парохије у саставу Јабланичког намесништва и Нишке епархије Српске православне цркве. Црква је посвећена Светом Николи архиепископу Мире Ликијске, рођеном у граду Патара у области Ликија у Малој Азији, на прибријежију Средоземног мора, од родитеља Теофана и Ноне, у време римског цара Валеријана. На дан смрти Светог Николе црква у Прекопчелици слави славу 19. децембра, по новом, или 6. децембра, по старом календару.

## Положај
Црква преноса моштију Светог  Николаја Мираликијског налази се у селу Прекопчелица у општини Лебане у Јабланичком округу, у предворју Царичиног града, и на локалитету који је био настањен у периоду Јустинијана.
Географски положај
- Северна географска ширина: 42° 56′ 26"
- Источна географска дужина: 21° 41′15"
- Надморска висина: 363 m

## Историја
Црква се налази у предворју Царичиног града, у селу у ком је цар Јустинијан, према предању чувао пчеле, и веома је знаменит и јединствен и по споменицима крајпуташима у црквеној порти поред пута и још више по гробовима мученика који овде почивају.
Као најстарију цркву у парохији, до изградње других храмова, користили су је досељеници Горње Јабланице и Пусте Реке.
Црква је подигнут у време османске власти 1873. године на старом црквишту из непознатог периода.

Свештеник Петар Цветковић, који је био први парох прекопчелички - обновио је цркву и озидао конак и помоћне зграде, а црквену порту лепо уредио. За време Великог рата (1915) храм је страдао од бугарских окупатора. Страдање свештеника Петра Цветковића, овако описује парох прекопчелички отац Небојша: 
Поведен је овај свештеник са једном баком на стрељање и док су га бугари наговарали да им плати да би га пустили бака је побегла, а њега су у љутњи заклали. Сахрањен је поред храма а последње речи су му биле „остајем са својим народом да живим и мрем”.
Поред његовог је и гроб његовог сина, оца Харалампија, а у близини и унука који је по аманету отаца Петра и Харалампија обновио овај храм.

## Изглед грађевине
До 1910. године црква је била препокривена каменим плочама. Иконостас старе Цркве у овом селу пренет је у Цркву светог пророка Илије код Царичиног града, где се и данас налази. Црква је живописна.
Висок звоник цркве је озидао, према запису на самом звонику, Јованча Илић из Ивања 1905. године, а фасаду Стаменко Радоњић из Каменице.
Поред храма налазе се гробови свештеника Петра Цветковића и његовог сина Харалампија, које су Бугари заклали у црквеној порти 1915. године.
У црквеној порти, ограђеној зидом, поред капије са западње стране, постоји зграда у којој је била прва прекопчелачка школа.